# AMOS BASIC
AMOS Basic (AM- steht für Amiga) ist eine für Amiga-Computer entwickelte Variante der Programmiersprache BASIC, die 1990 von Francois Lionet entwickelt und von Mandarin Software herausgegeben wurde.
1992 kamen zwei Erweiterungen dazu: „AMOS 3D“ (mit Befehlen und Tools für die 3D-Programmierung) und „AMOS – The Compiler“.
Der Compiler erstellt aus, normalerweise von Interpretern ausgeführten, AMOS-Basic-Programmen eigenständig ausführbare Programme, die also keinen Interpreter benötigen.
Ende 1992 wurde als weitere Version auch „AMOS Professional“ veröffentlicht.
Der Quelltext von Amos steht bei der Firma Clickteam (einer der Gründer ist Francois Lionet) als Download zur Verfügung (siehe Weblinks).
Eine der Besonderheiten dieses BASIC-Dialekts ist die integrierte Skriptsprache „AMAL“ (AMOS Animation Language), mit der man Sprites (Computergrafiken) parallel zum normalen Programm animieren und steuern kann.

## Geschichte
AMOS ist ein Abkömmling von STOS BASIC für Atari ST und wurde 1990 vorgestellt.
Um die Animation von Sprites zu vereinfachen, enthält AMOS die Animationssprache AMOS Animation Language (AMAL), eine kompilierte Sprite-Scripting-Sprache, die unabhängig vom AMOS-BASIC-Programm läuft. Mittels AMAL-Scripts war es möglich, die Screen- und „Rainbow“-Effekte zu steuern.
Nach der Originalversion von AMOS veröffentlichte Europress den AMOS Compiler und zwei weitere Versionen der Sprache, nämlich Easy AMOS, eine für Anfänger vereinfachte Version der Sprache, und AMOS Professional, eine erweiterte Version der Sprache mit mehr Funktionen.
AMOS wurde vor allem zur Erstellung von Multimedia-Software, Videospielen und Bildungssoftware eingesetzt.
Die Sprache erzielte kleinere Erfolge innerhalb der Amiga-Community und war besonders bei Anfängern beliebt.

## Software
Software geschrieben mit AMOS BASIC enthält:
- Miggybyte
- Scorched Tanks
- Spiele von Vulcan Software
- Die Amiga Version von Ultimate Domain von Microids
- Extreme Violence
- Jetstrike, ein kommerzielles Spiel von Rasputin Software